# Bisdom Meath
Het bisdom Meath (Latijn: Dioecesis Midensis, Iers: Deoise na Mí, Engels: Diocese of Meath) is een Iers rooms-katholiek bisdom. De oorsprong van het bisdom gaat terug tot de vijfde eeuw. Thans ressorteert het onder het aartsbisdom Armagh. Het bisdom telt 228.500 inwoners, grotendeels katholiek, verspreid over 69 parochies. Patroonheilige is de H. Finnian van Clonard. Het omvat het grootste deel van het graafschap Meath, Westmeath en Offaly en delen van Longford, Louth, Dublin en Cavan.

## Clonard
De oorsprong van het bisdom ligt in Clonard. De abt van het klooster van Clonard, gesticht door Finnian van Clonard, fungeerde als een van de bisschoppen binnen het historische Koninkrijk Meath. Clonard wordt daarnaast ook geassocieerd met Palladius, die bekend is als de eerste bisschop in Ierland.
Tijdens de synode van Ráth Breasail werd een bisdom Clonard opgericht waarin de kleine zetels van onder meer Trim, Ardbraccan en Fore opgingen. Later volgden nog Tuleek en Kells. In 1202 verplaatste de toenmalige bisschop de zetel van Clonard naar Trim. Vanaf toen stond het bisdom bekend als Meath.

## Kathedraal

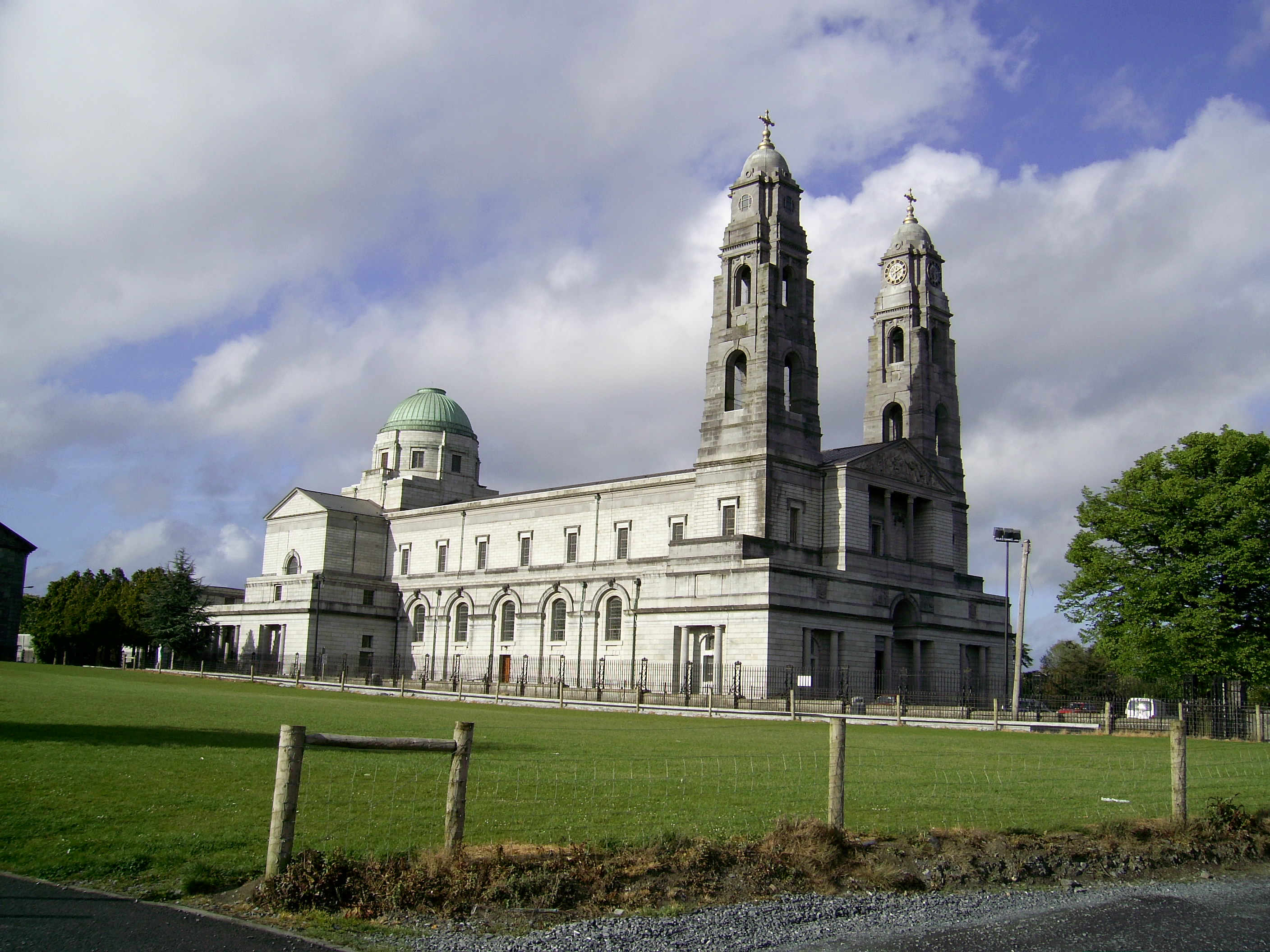
Kathedraal van Christus Koning in Mullingar

Na de reformatie was Navan meer dan een eeuw de zetel van het bisdom. In de 19e eeuw werd de zetel verplaatst naar Mullingar. De huidige kathedraal werd gebouwd in de jaren dertig van de twintigste eeuw. In 1936 werd het gebouw ingewijd. 